# Chicharrón de formatge
El chicharrón de formatge o crosta de formatge és un aliment popular en la cuina mexicana. Consisteix en una truita cruixent o semicruixent de formatge. En un comal o una planxa, s'afegeix oli, el formatge es dispersa i es fregeix fins a aconseguir una consistència ferma. Aquest formatge es pot plegar i l'excés d'oli s'absorbeix amb una tovallola. El chicharrón es pot ruixar amb el suc d'una llimona i és acompanyat amb una mica de coriandre picat, tomata campolada i ceba en cubs.